# Храст
Храстови (лат. Quercus) су род листопадног и зимзеленог дрвећа, ређе жбуња, из породице букви (Fagaceae). У роду је описано око 300 врста.
Храстове шуме су најбројније и најраспрострањеније шумске заједнице зонобиома листопадне вегетације. Храстови граде чисте састојине (претежно заступљене истим родовима) или мешовите, где расту у заједници са грабом, буквом и другим дрвенастим врстама.

## Карактеристике рода
Пупољци и листови на гранама су спирално распоређени, најчешће накупљени према терминалном пупољку. Листови су различитог облика, зависно од врсте. Могу бити елиптични, дугуљасти, јајасти или објајасти. Врх листа може бити туп, округласт или зашиљен, а основа клинаста, округласта или срцаста. По ободу су режњевити, назубљени или цели. Површина листа код неких врста гола, код неких длакава.
Цветови су једнополни (мушки и женски цветови су засебни) и једнодоми (оба пола на истој биљци), скупљени у ресе. Мушке ресе су цилиндричне, висеће, развијају се при врху прошлогодишњих гранчица. Најчешће су зеленкасто-жуте, ређе црвенкасте. Женске цвасти развијају се на овогодишњим избојцима, краће од мушких и са мање цветова. У њима су цветови појединачни, седећи, збијени или расути на краћим или дужим дршкама. Опрашују се ветром.
Плодови се развијају у овоју — купули. Купула је обрасла мање или више очврслим љуспама које могу бити срасле, прилегле или отклоњене, веома различите, од врсте до врсте, по облику и величини. Плод је жир, јајастог или цилиндричног облика, често варијабилног облика и код јединки исте врсте. Сазрева у првој или другој години.
Стабло храста је веома разгранато и моћно. Срчика на пресеку гране обично петоугаона. Младе биљчице рано развијају срчаницу, док одрасли примерци задржавају срчаницу или имају дубок и разгранат коренов систем док срчаница закржљава.

## Распрострањеност
Ареал храстова је холарктички — настањују Северну полулопту: Европу, Северну и Средњу Америку (једна врста живи и у Јужној Америци), северну Африку и готово целу Азију, изузев Индије и крајњег југоистока.
Описан је знатан број врста које потичу из периода креде и терцијера.

## Систематика
Род Quercus подељен је у више секција и подродова, али не постоји општеприхваћена подела. Стога се овде наводи најдетаљнији списак секција, без удруживања појединих секција у подродове:

### Значајне врсте храстова

#### Аутохтоне врсте у Србији
У Србији је заступљено 10 врста листопадних храстова:
- лужњак, дуб, грм — Quercus robur L.,
- китњак, бељик, горун, брдњак — Quercus petraea (Matt.) Liebl.,
- цер, грм — Quercus cerris L.,
- сладун, граница, крупна граница, плоскач, благун — Quercus farnetto Ten.,
- медунац, ситна граница, магаричар, дуб — Quercus pubescens Willd.
- македонски храст, црни цер, острогун — Quercus trojana Webb..
- сиви храст, степски лужњак, — Quercus pedunculiflora K. Koch.,
- трансилванијски китњак, источни храст — Q. policarpa Schur.,
- балкански китњак — Quercus dalechampii Ten. и
- виргилијски храст крупнолисни медунац, — Quercus virgiliana Ten.

Ове врсте чине око 25% од укупног шумског фонда Србије, Док чисте храстове шуме и мешовите шуме храста са другим врстама дрвећа (без букве и четинара) чине око 36% од укупне површине под шумом. Шуме храста су, после букових, најзаступљеније и најзначајније шуме у Србији. Од свих врста дрвећа које расте у Србији, после букве која доминира, најзаступљенији је лужњак, а одмах за њим китњак. Обе врсте заступљене су у шумском фонду Србије са по нешто више од 10%.
Србија је све до половине 19. века била обрасла густим непроходним храстовим и буковим шумама. Њена шумовитост тада је износила, према неким проценама, око 80%. Већ у другој половини 19. века уништавање шума у Србији узело је толико маха да се већ тада схвата значај одржавања и обнављања постојећих шума. У првој половини 19. века, стварањем слободе и државности, Србија привлачи мноштво становништва из крајева који још нису били ослобођени. Све је то довело до крчења храстових шума ради стварања пољопривредног земљишта и четинарских, у планинским подручјима, за повећање пашњачких површина. Драстично је смањена укупна површина под шумама храста и четинара, а буква је, као биолошки јача врста, освајала прелазна станишта. Велики француски песник Алфонс де Ламартин, пропутовавши кроз Србију половином 19. века од Београда ка Нишу записао је:
| „ | После Ниша улази се у лепе планине и у океане храстових шума. Те дивне шуме пружају се свуда унедоглед... Читавих шест дана ми залазимо у тај величанствен и вечит хлад, не видећи ништа друго до бескрајне редове огромних високих храстових и букових стабала, таласе лишћа, које ветар њише, брдске и планинске дубодолине једнолико обрасле столетним храстовима... | ” |

#### Друге значајне европске врсте храстова
- прнар, оштрикар — Quercus coccifera L.
- плутњак — Quercus suber L.
- црника, чесмина — Quercus ilex L.

#### Неевропске врсте храстова
- црвени храст — Quercus rubra L.

## Употреба

### Дрво
Дрво храста или храстовина, са становишта прераде и употребе, подразумева квалитетно дрво многих врста храстова. Дрво храста лужњака по својим естетским, физичким, механичким, технолошким и употребним својствима представља еталон квалитета дрвета. Својства храстовог дрвета су посебно цењена у свим областима људског стваралаштва. Дрво храста, због својих естетских и механичких својстава и трајности, има врло широку примену и користи се у облом стању или као резана грађа и фурнир. У облом стању користи се као рудничко дрво и за производњу железничких прагова. Резана грађа храста има широку примену у грађевинарству и за производњу намештаја и грађевинске столарије. Најцењенији производи намештаја, комадног и гарнитурног, израђују се од храстовине и имају посебну вредност. Унутрашња и спољња грађевинска столарија посебно је цењена ако је израђена од ове врсте дрвета. Храстовина се добро резбари, па се користи и за уметничко изражавање. Бројни иконостаси или фреске израђени су од овог или на овом дрвету. Фурнир храстовог дрвета производи се од најквалитетнијих делова дебла. Храстов фурнир се изузетно цени, без обзира на модне трендове, који и на ову врсту производа имају свој утицај. У Србији је посебно је цењено дрво храста китњака, лужњака и сладуна, док се дрво цера, због мање трајности, а велике топлотне моћи, посебно цени као огревно дрво. Каквог је квалитета храстова грађа може се сагледати и из података да су управо од храстовине израђивани шипови на којима почива Венеција.

### Плод - жир
Храстов жир се одувек употребљавао за исхрану стоке, посебно свиња. Данас је оваква врста исхране нарочито популарна у органској пољопривреди.
Храстов жир употребљавао се и у људској исхрани од најдавнијих времена. Утврђено је да су се жирови лужњака и китњака користили у исхрани још у неолиту. У делима Плинија може се прочитати да је жир најслађи када се испече у пепелу. Жир се често користио у људској исхрани све до краја 19. века, посебно у сиромашним срединама. Плод многих врста храстова (жир) богат је скробом, шећером, беланчевинама, мастима, смолом и танином. Јестивост жирова управо зависи од садржаја танина у њима. Велики садржај танина резултира горким укусом плодова и ограничава њихову употребу у људској исхрани. Врсте храстова које се најчешће могу срести у нашим шумама, лужњак, китњак, цер, сладун, медунац и друге, имају жирове са мало танина, а доста скроба имају. Горак укус може се ублажити печењем или кувањем у кључалој води. Жир и данас користе у исхрани поборници природне исхране, а може се користити печен попут питомог кестена, као пире, самлевен у брашно као додатак хлебу или пржен и млевен као замена за кафу. У Немачкој је и данас познат израз "жирова кафа" (Eichelkaffe).

### Кора и други делови храста
Осим жирова и други делови различитих врста храстова садрже знатну количину танина, па се од давнине употребљавају за штављење коже. Кора храста китњака и лужњака (Cortex Quercus) служи у медицини као средство за стезање, испирање и заустављање крварења. По потреби може се употребити и као антидот код тровања тешким металима. Прикупља се у рано пролеће, пре олиставања или у јесен, по опадању листа и то само сасвим глатка кора, са младих стабљика, летораста или грана.
Храст плутњак (Quercus suber) је значајна култура од које се може добити плута. Самоникло расте у западном делу северне Африке и на југу Шпаније, а од давнина се, управо ради добијања плуте, узгаја у многим земљама Средоземља. У суседној Хрватској шуме плутњака могу бити значајан извор плуте. Највећа састојина плутњака у Хрватској налази се у близини Пуле у Истри, а појединачна стабла расту и на острвима Рабу, Корчули и Мљету.

### Храстове шуме
Храстове шуме станиште су на ком најбоље успевају тартуфи, што често може имати велики економски значај. Тартуфи најбоље расту у симбиози са корењем храста китњака и лужњака.
- Употреба храста
- Текстура храстове грађе.
- Скидање коре са слојевима плуте храста плутњака.
- Природна исхрана свиња у храстовој шуми.
- Доторимук, корејски специјалитет, желе направљен од жировог брашна.

## Значај у озелењавању
Наши аутохтони храстови углавном су врсте великог пораста и широке крошње. Иако су импозантне врсте велике лепоте, њихова садња захтева велике зелене површине, те се ретко користе у озелењавању зелених површина у изграђеним градским зонама. Ипак, поједине врсте или њихови варијетети могу се срести чак и у централним градским зонама. Од домаћих врста то су најчешће варијетети лужњака и китњака ваљкасте или жалосне крошње, спорог раста, изузетне јесење боје листа и сл. Често се гаје и неке врсте страних храстова, какве су амерички црвени храст (Quercus rubra) или гримизни храст (Quercus coccinea), нешто мањег пораста, такође пореклом из Северне Америке.

### Споменици природе
У Србији су многа стара храстова стабала заштићена као споменици природе. У већини случајева се ради о храсту лужњаку, а многима од њих старост се процењује на више од пола миленијума. Такви су на пример Споменик природе Храст Цара Лазара у Куршумлији или Споменик природе Храст запис царице Милице у Крушевцу. Већину ових горостаса локално становништво поштује као запис.

## Храст у митологији и религији
Обожавање храста изгледа да је постојало код свих грана аријевске расе у Европи. Још су га стари Грци и Римљани сматрали једним од симбола свог врховног бога, Зевса, односно Јупитера, бога неба, кише и грома. Светилиште у Додони једно је од најславнијих светилишта у Грчкој. У њему је обожаван Зевс, чије је боравиште било у храсту који је прорицао, а храстове гранчице користиле су се приликом многих обреда. Храст је симбол бога громовника и код других европских народа, Келта, Германа, Словена... Древни друиди обожавали су храстово дрво, сматрајући да поседује магијске моћи. Празноверја везана за храст и његове моћи задржала су се до данас. Тако се, на пример, паровима који имају проблема са зачећем саветује се да засаде храст. Многи пролази на њујоршкој великој, централној станици ( New York Central Railroad) имају осликане храстове гранчице, као симбол охрабрења путника који крећу на дуга путовања.

### Храст у српској традицији и митологији
Код Словена је храст био свето дрво бога грома Перуна. У његову част у светилишту је и дању и ноћу горела ватра ложена Храстовим дрветом. Код српског народа храстови су сматрани демонским дрвећем а уједно и заштитом од демона. Готово редовно су древни храстови били записи и у њихову кору урезиван је крст. Такво дрвеће није се смело сећи, нити се са њих опало суво грање смело сакупљати и користити за огрев. Данас се храстове гране и облице користи за бадњаке. Често се поред цркава и манастира могу наћи стара храстова стабла, преостала још из паганских времена. Некада су се под храстовим стаблом вршила суђења, одржавали зборови и други скупови важни за локалну заједницу. Под храстовим дрветом, чувеним Таковским грмом, подигнут је и Други српски устанак. На трагове овог обичаја може се наићи у нашем народу и данас.
Како је жир плод светог дрвета, храста, и за њега су везана различита празноверја из којих су се изродила веровања. Тако, на пример, жир треба носити увек са собом као заштиту од болести или амајлију за добру срећу. Постоји и веровање да чување неколико жирова у кући штити од муње, а у Британији једна стара традиција каже да жена која увек носи жир на себи може заувек остати млада.

## Занимљивости
Храст се налази на грбовима и заставама многих градова и држава света. И на грбу Србије храст је био доминантан симбол у готово свим верзијама током историје. Храстова грана доминирала је и на грбу Првог српског устанка, грбу Кнежевине Србије, грбу Народне Републике Србије и СР Србије. На садашњем грбу Србије, на црвеној драперији, налази се мотив два укрштена храстова листа. О значају храста у српској традицији сведоче и многи топоними, као што су планина Цер и имена многих насеља: Дуб, Дубац, Дубица, Дубич, Дубље, Дубница, Дубовац, Дубово, Дупци и Добри Дуб, затим: Церје, Церница, Церова, Церовац, Церовица, Церово и на крају Жировница. А ту је и мушко име Храстимир.
- Храст на српским грбовима кроз историју
- Грб Карађорђа Петровића
- Грб Кнежевине Србије
- Грб Народне Републике Србије
- Грб СР Србије
- Грб Републике Србије